# Changja
La rivière Changja est une rivière située en Corée du Nord, et un affluent droit du fleuve le Yalu. 

## Géographie
Elle traverse le nord du pays et traverse la ville de Kanggye.